# Bataille du Kyōkō-ji
La bataille du Kyōkō-ji (教興寺の戦い ()) de 1562 est un des nombreux affrontements menés entre les clans Miyoshi et Hatakeyama au cours de l'époque Sengoku de l'histoire du Japon, dans ce qui est maintenant la ville de Yao (Préfecture d'Osaka). Les 19 et 20 mai de cette année, la bataille est remportée par Miyoshi Nagayoshi sur Hatakeyama Takamasa.

## Source de la traduction
- (en) Cet article est partiellement ou en totalité issu de l’article de Wikipédia en anglais intitulé « Battle of Kyōkōji » (voir la liste des auteurs).